# Oksana Krasko
Oksana Dmytriwna Krasko (ukrainisch Оксана Дмитрівна Краско; * 27. Mai 1995) ist eine ehemalige ukrainische Billardspielerin aus Mykolajiw, die in der Billardvariante Russisches Billard antrat.
Sie wurde 2018 ukrainische Meisterin in der Disziplin Dynamische Pyramide.

## Karriere
Oksana Krasko gewann 2010 erstmals ein regionales Jugendturnier in ihrer Heimatstadt Mykolajiw. Im April 2011 nahm sie an der Jugendeuropameisterschaft teil und schied in der Vorrunde aus. Wenige Tage danach folgte ihre erste Teilnahme an einer nationalen Meisterschaft der Erwachsenen, bei der sie unter anderem Anna Kljestowa besiegte und im Viertelfinale gegen Tetjana Tutschak verlor. Im September gelangte sie bei zwei Turnieren ins Endspiel; bei den FSBU Open verlor sie mit 4:5 gegen Sarjana Prytuljuk und beim all-ukrainischen Turnier setzte sie sich mit 3:0 gegen Schanna Schmattschenko durch. Einen Monat später nahm sie in Kiew erstmals an der Weltmeisterschaft teil und erreichte das Achtelfinale, in dem sie der Russin Anastassija Luppowa unterlag.
Im April 2012 zog Krasko bei der Jugend-EM ins Finale ein, in dem sie sich Anna Kljestowa mit 2:4 geschlagen geben musste. Nachdem sie bei der Damen-EM in der Vorrunde gescheitert war, gewann sie bei der ukrainischen Meisterschaft in der Freien Pyramide nach einer Halbfinalniederlage gegen Anna Kljestowa ihre erste Medaille. Bei der Freie-Pyramide-WM 2012 schied sie in der Vorrunde aus. Daneben nahm sie 2012 an mehreren Weltcupturnieren teil und erreichte zweimal das Achtelfinale und beim Kremlin Cup die Runde der letzten 32.
Anfang 2013 wurde Krasko ukrainische Jugendmeisterin und kam bei der Jugend-EM ins Viertelfinale. Im Oktober desselben Jahres gelangte sie bei den Minsk Open ins Finale, in dem sie sich der Belarussin Alena Bunas mit 1:4 geschlagen geben musste. Kurz danach scheiterte sie bei ihrer einzigen Teilnahme an der Jugendweltmeisterschaft in der Vorrunde.
In den folgenden Jahren nahm Krasko nur noch vereinzelt an Turnieren teil. So gewann sie 2014 eine Bronzemedaille im ukrainischen Pokal und erreichte bei den nationalen Meisterschaften 2015 das Viertelfinale in der Dynamischen Pyramide und das Halbfinale in der Freien Pyramide.
Nach mehr als zwei Jahren Pause trat Krasko im Juni 2018 noch einmal bei einer nationalen Meisterschaft an und wurde durch einen 5:4-Finalsieg gegen Anna Kljestowa ukrainische Meisterin in der Dynamischen Pyramide. Anschließend beendete sie ihre Billardkarriere.

## Erfolge
| Ergebnis   | Jahr | Turnier                               | Finalgegnerin          | Endstand |
| ---------- | ---- | ------------------------------------- | ---------------------- | -------- |
| Finalistin | 2011 | FSBU Open                             | Sarjana Prytuljuk      | 4:5      |
| Siegerin   | 2011 | All-ukrainisches Turnier              | Schanna Schmattschenko | 3:0      |
| Finalistin | 2012 | Jugendeuropameisterschaft (Fr. Pyr.)  | Anna Kljestowa         | 2:4      |
| Finalistin | 2013 | Minsk Open                            | Alena Bunas            | 1:4      |
| Siegerin   | 2018 | Ukrainische Meisterschaft (Dyn. Pyr.) | Anna Kljestowa         | 5:4      |

## Teilnahmen an Weltmeisterschaften
| Disziplin            | 2010              | 2011              | 2012              | 2013              | 2014              | 2015              | 2016  | 2017  | 2018  |
| -------------------- | ----------------- | ----------------- | ----------------- | ----------------- | ----------------- | ----------------- | ----- | ----- | ----- |
| Freie Pyramide       | –                 | AF                | R                 | –                 | –                 | –                 | –     | n. a. | –     |
| Dynamische Pyramide  | n. a.             | n. a.             | –                 | n. a.             | n. a.             | –                 | n. a. | n. a. | –     |
| Kombinierte Pyramide | nicht ausgetragen | nicht ausgetragen | nicht ausgetragen | nicht ausgetragen | nicht ausgetragen | nicht ausgetragen | –     | –     | n. a. |

| Legende | Legende                               |
| ------- | ------------------------------------- |
| S       | Siegerin                              |
| F       | Finalistin                            |
| HF      | Halbfinalistin                        |
| VF      | Viertelfinalistin                     |
| AF      | Achtelfinalistin                      |
| LX      | Niederlage in der Runde der letzten X |
| R2      | Niederlage in Runde 2                 |
| R       | Vorrundenaus/Niederlage in Runde 1    |
| –       | nicht teilgenommen                    |
| n. a.   | nicht ausgetragen                     |